# Television Shin-Hiroshima System (TSS)
TSS-TV Co., Ltd. (株式会社テレビ新広島, Television Shin-Hiroshima System), nommée Shinhiroshima Telecasting Co., Ltd. jusqu'en 2008, est une chaîne de télévision desservant la préfecture de Hiroshima et l'est de la  préfecture de Yamaguchi, affiliée à Fuji News Network (FNN) et Fuji Network System (FNS).

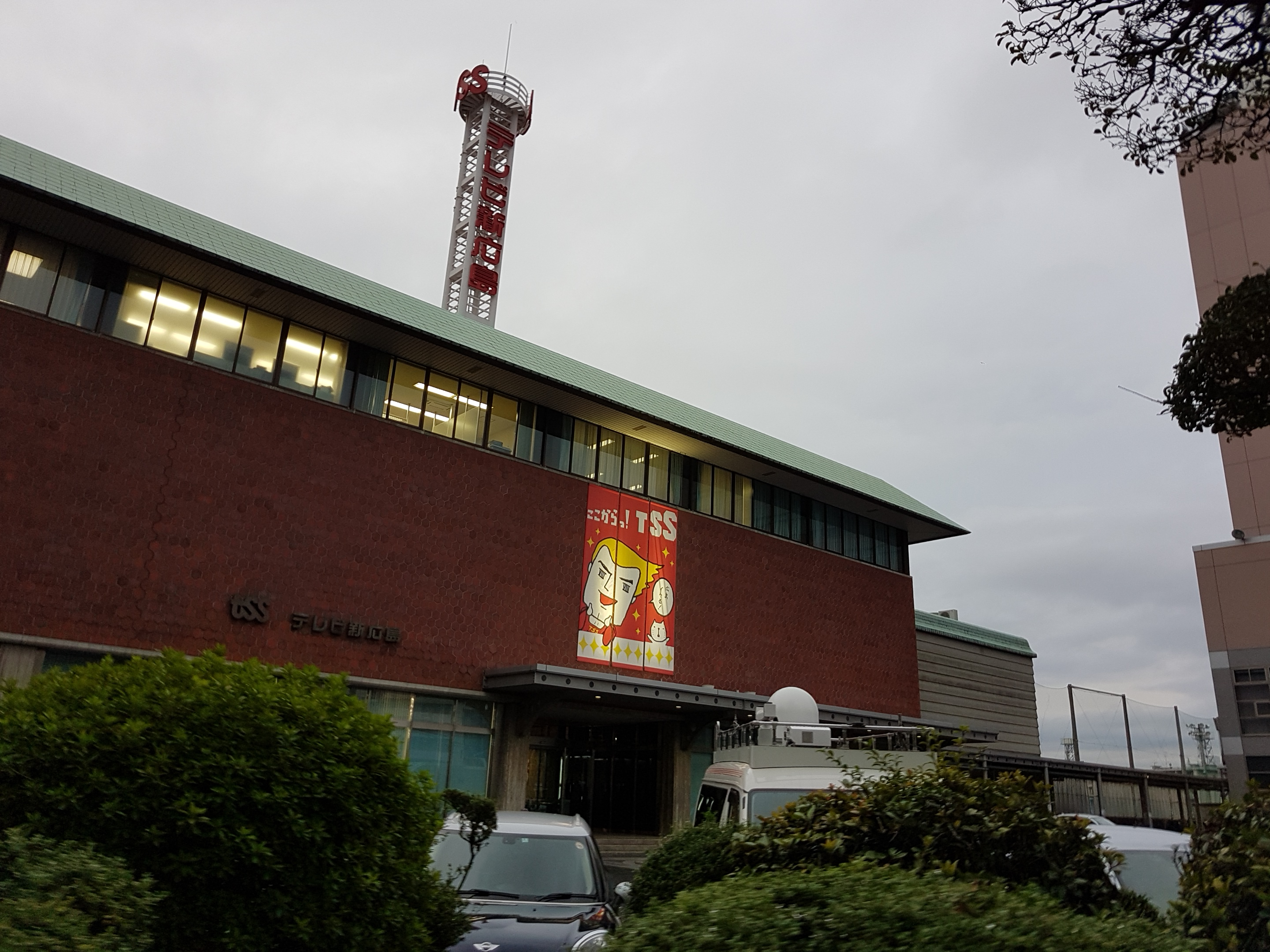
Siège de TSS.

## Programmes
- TSS Supernews (TSSスーパーニュース)
- tss Speak FNN (tssスピーク FNN)
- tss News FNN (tssニュース FNN)
- tss Sankei Telenews FNN (tss産経テレニュース FNN)
- BASEBALL SPECIAL Hiroshima Toyo Carp Live
- Japan in Motion